# گونتس
گونتس (به مجاری:  Gönc) یک منطقهٔ مسکونی در مجارستان است که در بورشود-آبااوی-زمپلن واقع شده‌است. گونتس ۳۷٫۲۶ کیلومتر مربع مساحت و ۲٬۰۹۷ نفر جمعیت دارد.